# حمله‌دار
حمله‌دار نام یک مجموعهٔ تلویزیونی ایرانی به کارگردانی «جعفرسیمایی» است که نخستین بار در سال ۱۳۷۴ تولید و از سیمای جمهوری اسلامی ایران پخش گردید. بعدها و در سال ۱۳۸۰، یک نسخه دیگر از این مجموعه مجدداً به کارگردانی «جعفر سیمایی» و این‌بار با بازیگرانی متفاوت، ساخته و از شبکه ۳ سیمای جمهوری اسلامی ایران پخش شد.

## خلاصه داستان
این مجموعه به گوشه‌هایی از زندگی اجتماعی در قرن گذشته می‌پردازد. در حدود یکصد سال پیش، کاروانی به قصد زیارت آستان «علی بن موسی الرضا» راهی مشهد می‌شوند. هریک از کاروانیان، برای رهایی از بند شیطان نفش یا برای نذر و نیاز خاصی به این کاروان زیارتی پیوسته‌اند اما در مسیر، هریک از آنان در موقعیت‌های خاصی قرار می‌گیرند که طی آن به شناخت بهتری از جایگاه انسانی واقعی خود می‌رسند.  سرانجام زمانی که راهزنان به آن‌ها حمله می‌کنند، این همراهان کاروان با اتحاد و همدلی بر راهزنان چیره شده و موفق به زیارت ضریح علی بن موسی الرضا می‌شوند.

## بازیگران و عوامل تولید

### بازیگران
- حسین گیل
- شهروز رامتین
- علی اوسیوند[۲]

### عوامل تولید
- کارگردان: جعفر سیمایی
- فیلمنامه: علی‌اکبر محلوجیان
- تصویربردار: اسفندیار شهیدی
- تدوین: مهدی رجاییان، روح‌الله امامی
- موسیقی: مجید انتظامی
- تهیه‌کننده: علی میرزایی
- فرمت پرونده: ۳۵ میلیمتری
- تعداد قسمت‌ها: ۱۳ قسمت
- مدت زمان: ۵۸۵ دقیقه
- محصول: سیمافیلم
- سال تولید: ۱۳۷۴